# Ludvík Vébr
Ludvík Vébr (ur. 20 kwietnia 1960 w Pradze) – czeski wioślarz reprezentujący Czechosłowację (sternik), brązowy medalista olimpijski.

## Kariera
Wystąpił na igrzyskach olimpijskich w Montrealu w 1976, gdzie osada Czechosłowacji w składzie: Oldřich Svojanovský, Pavel Svojanovský i Ludvík Vébr zdobyła brązowy medal w dwójkach ze sternikiem. W finale o 3,29 sekundy wyprzedziła ich osada NRD, a o 1,46 sekundy szybsza była osada ZSRR. Był to jego jedyny start olimpijski.
Ukończył inżynierię, następnie został wykładowcą  Politechnice Czeska w Pradze.